# Лінія 7 (Паризький метрополітен)
Лінія 7 (фр. Ligne 7 du métro de Paris) — одна з найдовших ліній Паризького метрополітену.
Особливістю траси лінії є те, що вона сполучає північно-східні ближні передмістя Парижа (Ла-Курнев — 8 травня 1945,
департамент Сен-Сен-Дені) з містами Іврі-сюр-Сен (станція метро Мері-д'Іврі) та Вільжуїф (станція метро Вільжуїф — Луї Арагон).
Перша черга лінії 7 була введена в експлуатацію в 1910 році.
З 1982 лінія 7 є однією з двох ліній Паризького метрополітену з вилковим рухом (разом з лінією 13, на якій вилковий рух було введено в 1912 році); початком вилки є станція Мезон-Бланш.
В 1911—1967 роках на лінії була вилка у північній її частині (від станції Луї Блан), проте 3 грудня 1967 відгалуження було вичленовано в лінію 7bis).
Річний пасажиропотік лінії 7 (разом з лінією лінію 7bis) в 2019

склав 127,9 мільйонів пасажирів. За кількістю станцій лінія 7 посідає перше місце у Паризькому метро разом із лінією 8, проте та перевершує лінію 7 за довжиною експлуатаційної довжини.

## Хронологія
- 5 листопада 1910: Опера — Порт-де-ля-Віллет
- 18 січня 1911: Луї Блан — Пре-Сен-Жерве (з 1967 року — окрема лінія 7bis)
- 1 липня 1916: Опера — Пале-Руаяль — Мюзе-дю-Лувр
- 16 квітня 1926: Пале-Руаяль — Мюзе-дю-Лувр — Пон-Марі
- 3 червня 1930: Пон-Марі — Сюллі — Морлан
- 26 квітня 1931: відкриття дільниці Сюллі — Морлан — Пляс-Монж, передача дільниці Пляс-Монж — Порт-де-Шуазі з лінії 10 до лінії 7, відкриття перегону Порт-де-Шуазі — Порт-д'Іврі
- 1 травня 1946: Порт д'Іврі — Мері-д'Іврі
- 4 жовтня 1979: Порт-де-ля-Віллет — Фор-д'Обервільє
- 10 грудня 1982: Мезон-Бланш — Ле-Кремлен — Бісетр
- 28 лютого 1985: Ле-Кремлен — Бісетр — Вільжюїф — Луї Арагон
- 6 травня 1987: Фор-д'Обервільє — Ля-Курнев - 8 травня 1945

## Станції

Схема лінії.

| Назва Мовою оригіналу                                                               | Комуна            | Дата відкриття    | Пересадки                                               | Примітки                                                                                         |
| ----------------------------------------------------------------------------------- | ----------------- | ----------------- | ------------------------------------------------------- | ------------------------------------------------------------------------------------------------ |
| Ла-Курнев — 8 Ме 1945 La Courneuve — 8 Mai 1945                                     | Ла-Курнев         | 6 травня 1987     | (T) · [1]                                               | На честь завершення Другої світової війни 8 травня 1945                                          |
| Фор-д'Обервільє Fort d'Aubervilliers                                                | Обервільє         | 4 жовтня 1979     |                                                         |                                                                                                  |
| Обервільє — Пантен — Катр-Шемен Aubervilliers — Pantin — Quatre Chemins             | Обервільє, Пантен | 4 жовтня 1979     |                                                         |                                                                                                  |
| Порт-де-ла-Віллетт Сіте-де-С'янс-е-де-л'Індустрі Porte de la Villette               | XIX               | 5 листопада 1910  | (T) · [3b]                                              | На місці колишніх воріт ла Віллетт, поблизу Містечка науки й індустрії                           |
| Корантен Кар'ю Corentin Cariou                                                      | XIX               | 5 листопада 1910  |                                                         | На честь Корантена Кар'ю                                                                         |
| Криме Crimée                                                                        | XIX               | 5 листопада 1910  |                                                         | На честь Кримської війни                                                                         |
| Ріке Riquet                                                                         | XIX               | 5 листопада 1910  |                                                         | На честь П'єра-Поля Ріке                                                                         |
| Сталінград Stalingrad                                                               | X, XIX            | 5 листопада 1910  | (М) · (2) · (5)                                         | На честь битви під Сталінградом                                                                  |
| Луї Блан Louis Blanc                                                                | X                 | 23 листопада 1910 | (М) · (7bis)                                            | На честь Луї Блана                                                                               |
| Шато-Ландон Château-Landon                                                          | X                 | 5 листопада 1910  | TER Picardie TER Champagne-Ardenne                      | Вихід до Східного вокзалу                                                                        |
| Гар-де-л'Ест Верден Gare de l'Est                                                   | X                 | 5 листопада 1910  | TER Picardie TER Champagne-Ardenne                      | Вихід до Східного вокзалу                                                                        |
| Пуассоньєр Poissonnière                                                             | IX, X             | 5 листопада 1910  |                                                         |                                                                                                  |
| Каде Cadet                                                                          | IX                | 5 листопада 1910  |                                                         |                                                                                                  |
| Ле Пелетьє Le Peletier                                                              | IX                | 6 червня 1911     |                                                         | На честь Луї Ле Пелетьє                                                                          |
| Шосе д'Антен — Ла-Фаєт Chaussée d'Antin — La Fayette                                | IX                | 5 листопада 1910  | (М) · (9)                                               | На честь Жильбера де Лафаєта                                                                     |
| Опера Opéra                                                                         | II, IX            | 5 листопада 1910  | (М) · (3) · (8) · (RER) · (A)                           | Поблизу Опери Гарньє                                                                             |
| Пірамід Pyramides                                                                   | I                 | 1 липня 1916      | (М) · (14)                                              | На честь Битви біля пірамід                                                                      |
| Пале-Руаяль — Мюзе-дю-Лувр Palais-Royal — Musée du Louvre                           | I                 | 1 липня 1916      | (М) · (1)                                               | Біля Пале-Рояль та Лувра; після побудови підземного входу зі станції до Лувру була перейменована |
| Пон-Неф Ла-Монне Pont-Neuf                                                          | I                 | 16 квітня 1926    |                                                         | Поблизу мосту Пон-Неф                                                                            |
| Шатле Châtelet                                                                      | I, IV             | 16 квітня 1926    | (М) · (1) · (4) · (11) · (14) · (RER) · (A) · (B) · (D) | Поблизу площі Шатле                                                                              |
| Пон-Марі Сіте дез Ар Pont Marie                                                     | IV                | 16 квітня 1926    |                                                         | На честь мосту Марі                                                                              |
| Сюллі — Морлан Sully — Morland                                                      | IV                | 3 червня 1930     |                                                         | На честь Максимільяна де Бетюна Сюллі та Франсуа-Луї де Морлана                                  |
| Жуссьє Jussieu                                                                      | V                 | 26 квітня 1931    | (М) · (10)                                              | На честь Антуана Лорана де Жуссьє                                                                |
| Плас-Монж Жарден-де-Плант — Арен-де-Лютес Place Monge                               | V                 | 26 квітня 1931    |                                                         | На честь Гаспара Монжа                                                                           |
| Сансьє — Добантон Censier — Daubenton                                               | V                 | 26 квітня 1931    |                                                         | На честь Луї Жан-Марі Добантона                                                                  |
| Ле-Гобелен Les Gobelins                                                             | V, XIII           | 26 квітня 1931    |                                                         | На честь Мануфактури Гобеленів                                                                   |
| Плас-д'Італі Place d'Italie                                                         | XIII              | 26 квітня 1931    | (М) · (5) · (6)                                         | На площі Італії                                                                                  |
| Толбіак Tolbiac                                                                     | XIII              | 26 квітня 1931    |                                                         | На честь битви при Толбіаку                                                                      |
| Мезон-Бланш Maison Blanche                                                          | XIII              | 26 квітня 1931    |                                                         |                                                                                                  |
| Південне відгалуження                                                               |                   |                   |                                                         |                                                                                                  |
| Ле-Кремлен-Бісетр Le Kremlin-Bicêtre                                                | Ле-Кремлен-Бісетр | 10 грудня 1982    |                                                         |                                                                                                  |
| Вільжуїф — Лео Лагранж Villejuif — Léo Lagrange                                     | Вільжуїф          | 28 лютого 1985    |                                                         | На честь Лео Лагранжа                                                                            |
| Вільжуїф — Поль Ваян-Кутюр'є Опіталь Поль Брусс Villejuif — Paul Vaillant-Couturier | Вільжуїф          | 28 лютого 1985    |                                                         | На честь Поля Ваяна-Кутюр'є                                                                      |
| Вільжуїф — Луї Арагон Villejuif — Louis Aragon                                      | Вільжуїф          | 28 лютого 1985    | (T) · [7]                                               | На честь Луї Арагона                                                                             |
| Південно-східне відгалуження                                                        |                   |                   |                                                         |                                                                                                  |
| Порт-д'Італі Porte d'Italie                                                         | XIII              | 26 квітня 1931    | (T) · [3а]                                              |                                                                                                  |
| Порт-де-Шуазі Porte de Choisy                                                       | XIII              | 26 квітня 1931    | (T) · [3а] · [3а] · [9]                                 |                                                                                                  |
| Порт-д'Іврі Porte d'Ivry                                                            | XIII              | 26 квітня 1931    | (T) · [3а]                                              |                                                                                                  |
| П'єр-е-Марі Кюрі Pierre et Marie Curie                                              | Іврі-сюр-Сен      | 1 травня 1946     |                                                         | На честь П'єра та Марії Кюрі                                                                     |
| Мері-д'Іврі Mairie d'Ivry                                                           | Іврі-сюр-Сен      | 1 травня 1946     |                                                         |                                                                                                  |

## Рухомий склад
На лінії експлуатуються склад типу MF 77 у п'ятивагонному виконанні. Дрібний ремонт та технічне обслуговування здійснюються в депо де Шуазі, більший ремонт — в депо де-Сент-Уен.

## Депо
Лінію 7 обслуговує два депо:
- Депо де-Шуазі — основне депо для лінії 7. Крім техобслуговування поїздів, що курсують по лінії 7, виконує середній і великий ремонт поїздів MF 67, MF 88 і MF 01, що курсують іншими лініями Паризького метрополітену. Службова сполучна гілка з депо примикає до перегону Порт-д'Іврі — П'єр-е-Марі Кюрі. Незважаючи на свою назву, це депо розташовується на розі авеню де-ля-Порт-д'Італі (будинок 23) та Периферік.
- Депо де-ля-Віллет — база господарських поїздів та спеціальної техніки Паризького метрополітену. Службова сполучна гілка з депо примикає до розворотної петлі станції метро Порт-де-ля-Віллет. Південна половина території депо розташовується на зовнішній стороні Периферик у офіційних межах Парижа, північна — у межах комуни Обервільє департаменту Сен-Сен-Дені.